# Міннібаєво – Казань (трубопровід для ЗВГ)
Міннібаєво – Казань (трубопровід для ЗВГ) – трубопровід, призначений для транспортування зріджених вуглеводневих газів (ЗВГ).
З 1956 по 1966 роки ввели в дію чотири черги Міннібаєвського газопереробного заводу, які могли щорічно приймати біля 5 млрд м3 супутнього газу, багатого на гомологи метану. Вилучена фракція С3+ (за російською термінологією – широка фракція легких вуглеводнів, ШФЛУ) проходила розділення на восьми установках фракціонування, при цьому одним з напрямків видачі пропану та бутану обрали Казань, де в 1964-му стала до ладу установка парового крекінгу (піролізу), розрахована на споживання цих газів. Доставку ЗВГ організували по спеціалізованому трубопроводу довжиною 292 км та діаметром 275 мм, який розрахований на перекачування 400 тисяч тон на рік.
Можливо відзначити, що в 1970-х роках також проклали етанопровід Міннібаєво – Казань, що доправляє для піролізного виробництва ще один продукт установок фракціонування Міннібаєвського ГПЗ.